# Camille Parmesan
Pour les articles homonymes, voir Parmesan.
Camille Parmesan est une écologue américaine, spécialiste des conséquences du réchauffement climatique mondial sur la biodiversité. Très médiatisée, elle est connue pour être la première à avoir démontré un changement d'habitat pour une espèce animale à cause du réchauffement climatique.
Elle est professeur à l'université de Plymouth ainsi qu'à la Station d’Écologie Théorique et Expérimentale (SETE), une unité mixte de recherche du CNRS et de l'université Paul-Sabatier à Toulouse. Elle est également professeur adjoint à l'université du Texas à Austin.

## Études, carrière, biographie
Camille Parmesan est américaine,,. Elle a obtenu un doctorat en biologie à l'université du Texas à Austin en 1995, et a ensuite travaillé comme chercheur postdoctoral à l'université de Santa Barbara. Elle a pris ses nouvelles fonctions à l'université de Plymouth en 2010[réf. nécessaire].
En 2017, après que le président Donald Trump a annoncé le retrait des États-Unis de l'accord de Paris sur le climat, elle fait partie des 18 scientifiques qui viennent s'installer en France à l'invitation d'Emmanuel Macron dans le cadre du programme « Make Our Planet Great Again »,,. Elle travaille alors au CNRS en Ariège,,, où elle étudie l'impact du changement climatique sur les espèces dans la Station d'écologie théorique et expérimentale de Moulis.
En 2018, elle signe avec 16 scientifiques un article publié dans la revue Science qui affirme l'absence de doute quant aux conséquences du réchauffement climatique et déclare : « Les climatosceptiques ne pensent qu’à eux et sont dangereux. » La même année, elle s'exprime publiquement sur le thème de la « charge émotionnelle » qui affecte les climatologues, confrontés à ce qu'ils estiment être un déni concernant la catastrophe climatique.

## Recherches
Ses recherches portent sur les réponses de la biodiversité aux changements climatiques mondiaux. Elle est connue pour avoir, dans les années 1990, publié la première étude démontrant que les espèces sont en train de changer d’habitat à cause du changement climatique,. Son travail sur le papillon Euphydryas editha a été décrit comme le début d'une « révolution dans la science ». Elle a démontré que ce papillon migrait vers le nord en raison du réchauffement climatique, ou alors qu'il se réfugiait à des altitudes plus élevés pour pouvoir survivre. Elle a ouvert une voie : d'autres chercheurs ont ensuite constaté le même type de phénomène concernant des quantités d'autres espèces, par exemple des coraux, des renards roux ou des champignons. Elle-même a étudié 1 500 espèces d'animaux et végétaux et a constaté que la moitié changeait de zone géographique et que les deux tiers vivaient un décalage saisonnier,.
Son article paru dans Nature en 2003 : A globally coherent fingerprint of climate change impacts across natural systems (« Une empreinte globalement cohérente des impacts du changement climatique dans les systèmes naturels »), co-écrit avec Gary Yohe, a été l'article relatif au changement climatique le plus souvent cité, avec plus de 3 000 citations en 2015 et 6 000 en 2020.
En 2013 est publiée une étude concernant le changement climatique et les océans réalisée par des scientifiques reconnus de 17 centres de recherche à travers le monde, dont Camille Parmesan.
Camille Parmesan est autrice du Groupe d'experts intergouvernemental sur l'évolution du climat (GIEC).
Elle s'intéresse également aux effets du changement climatique sur la santé.

## Distinctions et notoriété
En 2007, Camille Parmesan a reçu le Conservation Achievement Award in Science de la National Wildlife Federation.
Elle a été désignée Distinguished Scientist par l'académie des sciences du Texas en 2013.
Elle a reçu une bourse de la Société américaine d'écologie la même année.
En 2015, elle a reçu le Marsh Award for Climate Change Research décerné par le Marsh Christian Trust et la Société britannique d'écologie.
Elle a été lauréate du programme Make our planet great again, lancé par le président Macron.
En 2018, elle est élue à l'académie européenne des sciences et des arts.
Selon Jean Jouzel, Camille Parmesan est « une grosse pointure » et, d'après la presse, il s'agit d'un scientifique de renommée internationale,,,, l'un parmi les plus influents au monde selon La Dépêche. D'après le magazine de la National Audubon Society, importante organisation écologiste américaine, son travail a « ouvert de nouveaux horizons aux scientifiques et l’a propulsée sur le devant de la scène médiatique. Des centaines d’articles lui ont été consacrés, et elle est devenue une habituée des émissions de radio et de télévision ».